# رچنویه (داغستان)
رچنویه (به لاتین: Rechnoye) یک منطقهٔ مسکونی در روسیه است که در شهرستان کیزلیارسکی واقع شده‌است.